# اینجه‌یر (جیحان)
اینجه‌یر (به ترکی استانبولی: İnceyer) یک منطقهٔ مسکونی در ترکیه است که در جیحان واقع شده‌است.